# Bjarne Goldbæk
Bjarne Goldbæk (* 6. Oktober 1968 in Kopenhagen) ist ein ehemaliger dänischer Fußballspieler.

## Karriere

### Verein
Goldbæk begann seine Karriere bei B 1901. Nachdem er im Frühjahr 1987 ein halbes Jahr für Næstved BK, für den er sein Debüt im Herrenbereich gab, gespielt hatte, wechselte er ins Ausland und unterschrieb beim FC Schalke 04. Mit Schalke stieg er in der Saison 1987/88 aus der Bundesliga ab. Der Wiederaufstieg gelang in der Saison 1988/89 nicht. Im Dezember 1989 wechselte er zum 1. FC Kaiserslautern.
Mit den Kaiserslauterern wurde er 1990 Pokalsieger und 1991 deutscher Meister. In der Saison nach der Meisterschaft spielte der Verein mit Goldbæk im Europapokal der Landesmeister mit, in dem man in der zweiten Runde auf den FC Barcelona traf. Nach einer 0:2-Auswärtsniederlage im Hinspiel führte der FC Kaiserslautern im Rückspiel bis zur Nachspielzeit 3:0, wobei Goldbæk das dritte Tor erzielte. In der Nachspielzeit jedoch erzielte der FC Barcelona das 1:3 durch José Mari Bakero und zog nach der Auswärtstorregel in die nächste Runde ein.
Im Herbst 1993 verließ Goldbæk Kaiserslautern und wechselte zu Tennis Borussia Berlin, das damals zweitklassig spielte. Mit dem Klub stieg er in die Regionalliga ab. Nach einem dreiviertel Jahr in Berlin unterschrieb er beim damals in der Bundesliga spielenden 1. FC Köln. 1996 kehrte er zurück nach Dänemark und spielte für den FC Kopenhagen, mit dem er 1997 dänischer Pokalsieger wurde.
Im Januar 1999 zog es ihn wieder ins Ausland; diesmal unterschrieb er beim FC Chelsea. Dort gewann er 2000 den FA Cup. Nachdem er beim FC Chelsea seinen Stammplatz verloren hatte, unterschrieb Goldbæk in der Winterpause der Saison 2000/01 beim Stadtteilrivalen FC Fulham, der zu diesem Zeitpunkt in der Football League Championship spielte. Mit Fulham stieg Goldbæk zum Saisonende in die Premier League auf. In der Saison darauf erreichte er mit dem Klub den UI-Cup; über diesen Wettbewerb wurde der UEFA-Cup erreicht.
Zur Saison 2003/04 kehrte Goldbæk nach Deutschland zurück und unterschrieb bei Rot-Weiss Essen, da er mit seiner Familie nach Gladbeck gezogen war, außerdem waren das Renommee des Vereins und der Zuschauerschnitt Gründe für den Wechsel. Sein Debüt für die Essener gab er am 3. August 2003 in der Startelf am ersten Spieltag der Regionalliga Nord gegen die zweite Mannschaft seines ehemaligen Vereins 1. FC Köln. Bei Rot-Weiss Essen wurde der mittlerweile fast 35-Jährige schnell Stammspieler und Leistungsträger. Am 23. Mai 2004 stieg RW Essen nach einem 7:0-Sieg am 32. Spieltag gegen die zweite Mannschaft von Goldbæks früherem Klub FC Schalke 04 in die 2. Bundesliga auf. Zu Beginn der neuen Saison wurde er zum neuen Spielführer benannt. In jener Saison, in der die Essener den Abstieg nicht verhindern konnten, spielte Goldbæk 31-mal. Daraufhin verließ der Däne, der schon vor Saisonende bekanntgegeben hatte, dass er im Falle eines Abstieges den Verein nicht in die Regionalliga begleiten werde, Essen. Kurze Zeit später beendete er seine Karriere.

### Nationalmannschaft
Am 18. November 1987 debütierte Goldbæk für die Nationalmannschaft Dänemarks bei der 0:1-Niederlage im Qualifikationsspiel zum Fußballturnier der olympischen Sommerspiele 1988 gegen (West-)Deutschland. Es dauerte fast vier Jahre, ehe er dann erneut für die Nationalmannschaft zum Einsatz kam. Beim 1:1-Unentschieden in Odense gegen Bulgarien stand er in der Startelf. Auch bei der Qualifikation zur Fußball-Europameisterschaft 1992 war er dabei. Beim eigentlichen Turnier, an dem Dänemark trotz sportlicher Nicht-Qualifikation teilnahm und den Titel holte, war Goldbæk jedoch nicht nominiert.
Nachdem er am 2. Juni 1993 beim 4:0-Sieg im Qualifikationsspiel zur Fußball-Weltmeisterschaft 1994 gegen Albanien noch einen Kurzeinsatz absolvierte, dauerte es drei Jahre, bis Goldbæk wieder in der Nationalmannschaft spielte. Am 1. September 1996 beim Qualifikationsspiel zur Fußball-Weltmeisterschaft 1998 gegen Slowenien wurde Bjarne Goldbæk nach 22 Minuten für Ole Bjur eingewechselt. Am Ende qualifizierte sich die Mannschaft für die Fußball-Weltmeisterschaft 1998. Goldbæk war dieses Mal im Kader vertreten. Im Turnier, in dem Goldbæk nicht zum Einsatz kam, drang Dänemark bis ins Viertelfinale vor, in dem man knapp am damaligen Titelverteidiger und späteren Finalisten Brasilien (2:3) scheiterte.
Auch bei der Qualifikation zur Fußball-Europameisterschaft 2000 war Goldbæk mit von der Partie. Hier schaffte man die Qualifikation in der Relegation, in der man Israel bezwang. Beim Turnier selbst war Goldbæk ebenfalls nominiert. Bei der Fußball-Europameisterschaft 2000 schied man nach der Gruppenphase aus. Das letzte Gruppenspiel gegen Tschechien war auch Goldbæks einziger Turniereinsatz. Auch bei der folgenden Qualifikation zur Fußball-Weltmeisterschaft 2002 war Goldbæk noch dabei. Am 25. April 2001 bestritt er gegen Slowenien seinen letzten Einsatz für die Nationalmannschaft; hierbei kam er zu einem Kurzeinsatz von sechs Minuten. Insgesamt bestritt er 28 Länderspiele, in denen er zu keinem Torerfolg kam.

## Nach der Karriere
Nach der Karriere strebte Goldbæk eine Trainerkarriere an, schlug jedoch eine Karriere als Spielerberater ein und arbeitet in der Schweiz, wo er auch lebt.